# Racopilum naumannii
Racopilum naumannii är en bladmossart som beskrevs av C. Müller 1883. Racopilum naumannii ingår i släktet Racopilum och familjen Racopilaceae. Inga underarter finns listade i Catalogue of Life.